# Tillobroma fulvicornis
Tillobroma fulvicornis là một loài ruồi trong họ Asilidae. Tillobroma fulvicornis được Macquart miêu tả năm 1846.